# كانغ تشول
كانغ تشول (الكورية: 강철) هو مدرب كرة قدم ولاعب كرة قدم كوري جنوبي في مركز ظهير ‏، ولد في 2 نوفمبر 1971 في سول في كوريا الجنوبية. شارك مع منتخب كوريا الجنوبية تحت 20 سنة لكرة القدم ومنتخب كوريا الجنوبية تحت 23 سنة لكرة القدم ومنتخب كوريا الجنوبية لكرة القدم. أما مع النوادي، فقد لعب مع جامعة يونسي وجيجو يونايتد ولاسك لينتس.

## وصلات خارجية
- كانغ تشول على موقع الاتحاد الدولي (مؤرشف)  (الإنجليزية)
- كانغ تشول على موقع دوري كوريا الجنوبية (الإنجليزية)
- كانغ تشول على موقع قاعدة بيانات كرة القدم.إي يو (الإنجليزية)
- كانغ تشول على موقع ناشيونال فوتبول تيمز (الإنجليزية)
- كانغ تشول على موقع أوليمبيديا (الإنجليزية)